# Институт истории СПбГУ
Институт истории Санкт-Петербургского государственного университета  (до 2014 года — Исторический факультет СПбГУ, с 1934 по 1991 год — Исторический факультет ЛГУ) — структурное подразделение (институт) в составе Санкт-Петербургского государственного университета, один из крупнейших учебных центров по подготовке специалистов в области истории, искусствоведения, археологии и музееведения в России. Начал работу 1 сентября 1934 года после опубликования 16 мая того же года постановления ЦК ВКП(б) и СНК СССР «О преподавании гражданской истории в школах СССР». В 2014 году факультет был преобразован в институт в составе университета.
Институт истории расположен в одном здании (здание Новобиржевого гостиного двора на Менделеевской линии В. О., 5) с Институтом философии (ранее — Философский факультет) и медицинским колледжем СПбГУ, до 2009 года в этом здании также находилась поликлиника СПбГУ, ныне перенесённая на ул. Кораблестроителей.
На факультете готовят специалистов по программам бакалавриата, магистратуры и аспирантуры.

## История

### XVIII— началоXX века. Историко-филологический факультет
В основанном Петром I Академическом университете велись занятия по классу «гуманиоров», одним из первых руководителем академии и университета был историк, географ и источниковед Герхард Миллер.
В 1819 году после реорганизации Петербургского университета на основе Педагогического института на базе соответствующего отделения был создан историко-филологический факультет. Его первым деканом  стал историк, статистик и экономист К. Ф. Герман. В 1835 году на основе факультета было создано первое отделение философского факультета, которое в 1850 году вновь преобразовано в историко-филологический факультет. С 1830-х годов изменился подход к преподаванию исторических наук, что было связано с именами историков России Н. Г. Устрялова, Н. И. Костомарова и профессора всеобщей истории М. С. Куторги. По университетским уставам 1835, 1863, 1884 гг. на историко-филологическом факультете (до 1850 г. - 1 отделении философского факультета) основными историческими кафедрами были кафедры русской истории, всеобщей истории и истории церкви. Студенты факультета распределялись не по кафедрам, а по направлениям преподавания (классическое отделение, историческое отделение, романо-германское отделение, словесное (славянорусское отделение), кратковременно существовало и философское отделение). Хотя большинство будущих историков оканчивали историческое отделение, многие оканчивали также и классическое (антиковеды) и словесное (специалисты в области древнерусской книжности) отделения.
На рубеже веков на факультете преподавали выдающиеся учёные, определявшие путь развития российской исторической науки, оказавшие влияние на формирование научных представлений не только о русской, но и о всеобщей истории, истории искусства. Среди самых влиятельных имен можно выделить одного из основателей русского источниковедения К. Н. Бестужева-Рюмина, его учеников Е. Е. Замысловского и С. Ф. Платонова, а также Н. И. Кареева, А. С. Лаппо-Данилевского, В. Г. Васильевского, И. М. Гревса и других. Профессор факультета Э. Д. Гримм был последним в дореволюционной истории ректором Университета (1911—1918).

### Первые годы после революции: ФОН, ЯмФак, ЛИФЛИ
В 1917 году историко-филологическое отделение Петроградского университета окончили 365 человек, в 1918 году — 132; историческое отделение ФОН в 1919 году — 12, в 1920 году — 8.
В 1919 году наряду с другими гуманитарными факультетами бывший историко-филологический факультет вошёл в состав факультета общественных наук (ФОН), в составе которого в 1919—1921 годах существовало Историческое отделение, а в 1922—1925 годах — Археологическое. Историческое отделение ФОН возглавлял профессор античной истории С. А. Жебелёв.
Историческая наука в первые послереволюционные годы оказалась в кризисном состоянии. Исторические факультеты и старые периодические издания закрывались. Против историков «старой школы» активно выступал историк-большевик М. Н. Покровский. Народный комиссар просвещения А. В. Луначарский и член ЦК РСДРП(б) Н. Бухарин придерживались более мягкой позиции относительно исторической интеллигенции. Дореволюционные преподаватели были оставлены в должностях, им было разрешено преподавать— таким образом советское правительство хотело обучить новые исторические кадры.
19 ноября 1920 года В. И. Ленин подписал декрет СНК РСФСР «О реорганизации преподавания общественных наук в высших учебных заведениях РСФСР». 5 февраля 1921 года в «Правде» были опубликованы «Директивы ЦК коммунистам — работникам системы Наркомпроса», написанные Лениным. В документах присутствует положение о привлечении к преподаванию в высшей школе старых специалистов, но при условии определения содержания курса коммунистами.
В 1925 году ФОН реорганизован в Ямфак (факультет языкознания и материальной культуры), в составе которого состояло отделение истории материальной культуры. В 1920-е годы на факультете общественных наук и Ямфаке преподавали знаменитые российские историки и филологи. В 1929 году Ямфак преобразован в историко-лингвистический факультет, а в 1930 году на его базе (формально вне университета) создан Ленинградский историко-лингвистический институт (ЛИЛИ), в составе которого работало историко-литературное отделение. В 1933 году Историко-лингвистический институт реорганизован в Ленинградский институт истории, философии и лингвистики (ЛИФЛИ), где в 1934 году на базе историко-литературного отделения был образован исторический факультет. Одной из ведущих кафедр института в первой половине 1930-х годов была кафедра «Истории народов СССР», на которой преподавали выдающиеся учёные своего времени.
Со временем, когда было подготовлено первое поколение историков-марксистов, необходимость в дореволюционных кадрах начала постепенно отпадать. Основной удар был нанесен по АН СССР (ряд учёных был уволен из Академии по различным обвинениям). В 1929 году было сфабриковано «Академическое дело», среди фигурантов которого были академики Н. П. Лихачёв, С. Ф. Платонов, Е. В. Тарле, профессора А. И. Андреев, М. Д. Присёлков и другие бывшие преподаватели историко-филологического факультета.

### Исторический факультет ЛГУ
16 мая 1934 года было опубликовано постановление ЦК ВКП(б) и СНК СССР «О преподавании гражданской истории в школах СССР», сообщавшее о том, что с 1 сентября исторические факультеты откроются в МГУ и ЛГУ. Истфаку ЛГУ было отведено то здание, которое он занимает сегодня (Менделеевская линия В. О., 5). Изначально на факультете было 5 кафедр: истории СССР (её первым заведующим стал Б. Д. Греков), древней истории, истории Средних веков, новой истории, истории колониальных и зависимых стран, а в 1936 году после расформирования ЛИФЛИ и перевода на исторический факультет его преподавателей и студентов появились кафедры истории Древнего Востока и археологии, которые стали подготавливать специалистов по этим направлениям. Наряду со специальностью «историк», появилась специальность «историк-археолог». С этим периодом связаны имена М. И. Артамонова, С. Н. Валка, Б. Д. Грекова, С. И. Ковалёва, С. Я. Лурье, М. Д. Присёлкова, Н. Н. Пунина, В. И. Равдоникаса, И. И. Смирнова и многих других выдающихся историков, археологов, искусствоведов.
Вторая половина 1930-х годов ознаменовалась новым витком репрессий, ударивших и по Истфаку ЛГУ. Уже в 1935 году был арестован первый декан факультета Г. С. Зайдель, обвинённый в связях с Г. Е. Зиновьевым (вместе с деканом арестовали 12 преподавателей, названных «скрытыми зиновьевцами»), а в следующем году были арестованы ещё 10 преподавателей, в том числе и сменивший Зейделя на посту декана С. М. Дубровский. В 1937 году был арестован и третий декан А. К. Дрезен, обвинённый в том, что не сумел принять «срочные меры для ликвидации троцкистской контрабанды». В результате репрессий лишились должностей и два следующих декана: К. А. Успенский и А. Л. Фрайман. После увольнения последнего должность декана занял М. Д. Присёлков, до этого репрессированный трижды.
В 1939 году на историческом факультете открылись философское и экономическое отделения, на основе которых в 1940 году были образованы философский и экономический факультеты ЛГУ. В 1944 году на базе филологического и исторического факультетов был воссоздан восточный факультет университета.
С дальнейшим периодом, характеризовавшимся расцветом факультета, связано имя Владимира Васильевича Мавродина, работавшего на историческом факультете с 1934 года. Мавродин руководил факультетом дважды (с 1940 по 1949 и с 1959 по 1971 годы). Несмотря на сложную политическую ситуацию и административное преследование многих учёных, Мавродин сумел собрать на факультете мощный профессорско-преподавательский состав, среди которого в 1930—1940-е годы были 4 действительных члена и 3 члена-корреспондента АН СССР.
Удар по факультету нанесло начавшееся в 1949 году «Ленинградское дело». С делом связано отстранение В. В. Мавродина и арест (в сентябре 1949 года) следующего декана — Н. А. Корнатовского. Было закрыто археологическое отделение факультета. Факультетом последовательно руководили заведующая кафедрой истории Древней Греции и Рима К. М. Колобова (1949—1951) и заведующий кафедрой истории Нового и Новейшего времени В. Г. Ревуненков. В 1950-х годах на факультете впервые появляются иностранные студенты из стран Европы, Азии, Африки и Америки.
В 1959 году на деканский пост вернулся В. В. Мавродин. 1960-е и 1970-е годы характеризовались развитием факультета, созданием трёх новых кафедр и новых научных центров, открытием вечернего отделения, а также формированием нового поколения «петербургской исторической школы». В 1963 году появилась кафедра истории КПСС, которая сразу стала занимать ведущее положение среди кафедр факультета. В. А. Ежов являлся в 1971—1982 годах одновременно и заведующим этой кафедрой и деканом факультета. Уже в 1980-х годах студенты кафедры получали повышенную стипендию, а позднее для кафедры истории КПСС открылась отдельная специальность. На кафедре также было открыто заочное отделение, благодаря чему около половины всех студентов исторического факультета специализировались по истории КПСС.

### Современность
Последнее двадцатилетие XX века связано с именем Игоря Фроянова, бывшего деканом с 1982 по 2001 год и долгое время заведовавшим кафедрой истории СССР, а затем — истории России. Он внёс большой вклад в развитие исторической науки и формирование новой концепции изучения Древней Руси. Ряд источников называл И.Я. Фроянова сторонником идей почвенничества, антисемитизма и сталинизма.
В 2002 году факультет возглавил А. Ю. Дворниченко, также яркий представитель петербургской исторической школы.
С 2001 года заслуженным учёным факультета присуждается звание «Почётный профессор СПбГУ». На данный момент его удостоены: д.и.н. Г. Л. Курбатов (2001), д.и.н. К. Б. Виноградов (2003), д.и.н. Г. Л. Соболев (2004), д.и.н. А. Д. Столяр (2004), д.и.н. В. А. Якубский (2009), д.и.н. Э. Д. Фролов (2010), д.иск. Н. Н. Калитина (2011), д.иск. Т. В. Ильина (2013) и д.и.н. С. Г. Кащенко (2015).
Сейчас в институте ведется подготовка по нескольким направлениям бакалавривата и магистратуры. Обучение ведётся на очном отделении на госбюджетной и договорной (платной) основе. Кроме того, Институт предоставляет широкий спектр довузовских образовательных услуг: работают подготовительные курсы, готовящие абитуриентов к вступительным экзаменам, а также по программе ЕГЭ; функционирует «Университетская школа юного историка» для учеников 7—10 классов.
С 2008 года Истфак проводил проект «исторический профильный класс». Первой участницей проекта стала Гимназия № 27. Задача этого проекта в установлении тесных контактов между средним и высшим образованием. С 2010 года Исторический факультет в рамках Болонского процесса перешёл к обучению студентов по программе бакалавриата и магистратуры по всем специальностям (ранее это не распространялось на специальность «история»). С сентября 2011 года на факультете по инициативе профессора А. Х. Даудова была создана кафедра истории народов стран СНГ.
26 сентября 2011 года декан факультета А. Ю. Дворниченко после 10-летнего пребывания в должности сложил с себя полномочия. Обязанности декана временно исполнял доцент кафедры этнографии и антропологии И. И. Верняев. 5 октября приказом ректора исполняющим обязанности декана до проведения официальных выборов был назначен профессор А. Х. Даудов, а выборы декана назначались на 28 мая 2012 года. На заседании Учёного совета А. Х. Даудова избрали деканом исторического факультета.

#### Проект слияния с философским факультетом, создание института и протесты
14 ноября 2013 года в прессе впервые появились сообщения о возможности слияния исторического и философского факультетов. Согласно информации со ссылкой на представителя СПбГУ, с 1 января 2014 года на базе двух факультетов должен был начать работу Институт истории и философии СПбГУ. Решение о реорганизации было принято учёными советами обоих факультетов, однако многие студенты и ряд преподавателей отнеслись к этой идее резко критически.
Студенты исторического факультета создали «ВКонтакте» группу «Мы против слияния факультетов СПбГУ», после чего было решено направить ректору университета Н. М. Кропачеву петицию, в которой значилось требование всестороннего и всеобщего обсуждения проекта будущего института. Также были проведены одиночные пикеты. В числе преподавателей, поддержавших протесты, были заведующие кафедрами исторического регионоведения (Ю. В. Кривошеев), музеологии (А. В. Майоров), истории славянских и балканских стран (А. И. Филюшкин), председатель Научной комиссии факультета И. И. Верняев и другие.
5 декабря 2013 года на площади Сахарова предполагалось провести митинг против создания Института, но он не был санкционирован в связи с запретом проводить митинги вблизи учебных заведений. 3 декабря учёный совет философского факультета отказался от идеи объединения с историческим и объявил о намерении создать Институт философии. 5 декабря состоялось заседание учёного совета исторического факультета, где было решено преобразовать факультет в Институт истории СПбГУ.

### Институт истории СПбГУ (с 2014)
13 января 2014 года состоялось заседание Учёного совета СПбГУ, на котором было принято решение о создании трёх новых подразделений: Института наук о Земле, Института «Высшая школа менеджмента» и Института философии. 27 января было объявлено о создании Института истории СПбГУ.
28 апреля 2014 года приказом и. о. ректора исторический факультет получил название Институт истории СПбГУ. Директором Института был назначен А. Х. Даудов.
В конце 2014 года в структуре Института произошёл ряд изменений, главным из которых стало слияние кафедр Истории народов стран СНГ и Истории предпринимательства и менеджмента (с ликвидацией последней). Заведующим кафедрой был назначен В. Л. Пянкевич (бывший зав.кафедрой Истории предпринимательства и менеджмента), сменивший на этом посту директора Института А. Х. Даудова. Впоследствии также была упразднена кафедра Архивоведения и археографии.

## Кафедры
- Кафедра истории России с древнейших времён до XX века (заведующий — д.и.н. А. Ю. Дворниченко)[12]
- Кафедра новейшей истории России (заведующий — д.и.н. М. В. Ходяков)[13]
- Кафедра источниковедения истории России (заведующий — д.и.н. С. Г. Кащенко)[14]
- Кафедра исторического регионоведения (заведующий — д.и.н. Ю. В. Кривошеев)[15]
- Кафедра истории народов стран СНГ (заведующий — д.и.н. В. Л. Пянкевич)[16]
- Кафедра истории Древней Греции и Рима (заведующий — д.и.н. О. Ю. Климов)[17]
- Кафедра истории Средних веков (заведующий — д.и.н. А. Ю. Прокопьев)[18]
- Кафедра истории Нового и новейшего времени (заведующий — д.и.н. В. Н. Барышников)[19]
- Кафедра истории славянских и балканских стран (заведующий — д.и.н. А. И. Филюшкин)[20]
- Кафедра археологии (заведующий — к.и.н. В. Н. Седых)[21]
- Кафедра этнографии и антропологии (заведующий — к.и.н. А. Г. Новожилов)[22]
- Кафедра истории западноевропейской и русской культуры (заведующий — к.и.н. Д. О. Цыпкин)[23]
- Кафедра музеологии (заведующий — д.и.н. А. В. Майоров)[24]
- Кафедра истории западноевропейского искусства (заведующий — д.иск. Е. В. Ходаковский)[25]
- Кафедра истории русского искусства (заведующий — д.иск. Е. В. Ходаковский)[26]

Также в институте есть кафедра преподавания истории на естественных и гуманитарных факультетах (и.о. заведующего — к.и.н. Р. А. Наливайко).

## Образовательные программы
Основные образовательные программы бакалавриата (срок обучения — 4 года, присваиваемая квалификация — бакалавр):
- 46.03.01 — История (направление подготовки — История)
- 46.03.01 — Археология (направление подготовки — История)
- 50.03.03 — История искусств (направление подготовки — История искусств)
- 51.03.04 — Атрибуция и экспертиза художественных ценностей (направление подготовки — Музеология и охрана объектов культурного и природного наследия)
- 43.03.02 — Технология и организация экскурсионных услуг (направление подготовки — Туризм)
- 41.03.02 — Россиеведение (для иностранных граждан) (направление подготовки — Регионоведение России)

Основные образовательные программы магистратуры (срок обучения — 2 года, присваиваемая квалификация — магистр):
- 46.04.01 — История (направление подготовки — История)
- 46.04.01 — История и культура Санкт-Петербурга и Ленинградской области (направление подготовки — История)
- 46.04.01 — Россия и Франция в пространстве истории и культуры (направление подготовки — История)
- 46.04.01 — Россия в войнах и социальных конфликтах XX-XXI веков (направление подготовки — История)
- 46.04.01 — История и теория наций и проблемы национализма (направление подготовки — История)
- 46.04.01 — Балтийский мир: история и культура (направление подготовки — История)
- 46.04.01 — Становление современной западной цивилизации (направление подготовки — История)
- 46.04.03 — Этнологическая экспертиза (направление подготовки — Антропология и этнология)
- 50.04.03 — Искусствоведение (история искусства) (направление подготовки — История искусств)
- 51.04.04 — Музейное кураторство (направление подготовки — Музеология и охрана объектов культурного и природного наследия)
- 41.04.02 — Регионоведение России (для иностранных граждан) (направление подготовки — Регионоведение России)

Образовательные программы аспирантуры (срок обучения — 3 года, присваиваемая квалификация — исследователь, преподаватель-исследователь):
- 46.06.01 — История (Исторические науки и археология)
- 50.06.01 — История искусства (Искусствоведение)
- 51.06.01 — Музейное источниковедение

## Руководители факультета и института
О деканах историко-филологического факультета (1819—1919) см. Список деканов Историко-филологического факультета СПбУ
Деканы Исторического факультета ЛГУ (1934—1991) и СПбГУ (1991—2014)
- проф. Г. С. Зайдель (1934—1935)
- д.и.н. С. М. Дубровский (1935—1936)
- д.и.н. А. К. Дрезен (1936—1937)
- к.и.н. К. А. Успенский (1937—1939[28])
- д.и.н. А. Л. Фрайман (1939[29])
- д.и.н. М. Д. Присёлков (1939—1940)
- д.и.н. В. В. Мавродин (1940—1949, 1959—1971)
- д.и.н. Н. А. Корнатовский (сентябрь 1949)
- д.и.н. К. М. Колобова (1949—1951)
- д.и.н. В. Г. Ревуненков (1951—1959)
- д.и.н. В. А. Ежов (1971—1982)
- д.и.н. И. Я. Фроянов (1982—2001)
- д.и.н. А. Ю. Дворниченко (2002—2011, и. о. с 2001)
- д.и.н. А. Х. Даудов (2012—2014; и. о. с 2011)

Директора Института истории (с 2014)
- д.и.н. А. Х. Даудов (с 2014)

## Известные студенты и выпускники
- Азадовский, Константин Маркович (род. 1941) — литературовед, учился на вечернем отделении Исторического факультета (1964—1969)
- Альшиц, Даниил Натанович (литературный псевдоним — Аль; 1919—2012) — писатель и историк, окончил исторический факультет в 1945 году.
- Амусин, Иосиф Давидович (1910—1984) — историк Древнего Востока, кумранист, папиролог, гебраист, на факультете учился в 1934—1938 годах.
- Басс, Анетта Яковлевна (1930—2006) — музейный работник, в 1957—2006 — директор Куйбышевского (Самарского) художественного музея, окончила отделение искусствоведения.
- Виватенко, Сергей Валентинович (род. 1966) — кандидат исторических наук, преподаватель, политический деятель, известный игрок интеллектуального клуба «Что? Где? Когда?»
- Вилинбахов, Георгий Вадимович (род. 1949) — государственный герольдмейстер РФ, доктор исторических наук.
- Гумилёв, Лев Николаевич (1912—1992) — историк, этнограф, географ, доктор исторических и географических наук, основатель Пассионарной теории этногенеза, учился на факультете в 1934—1935, 1937—1938 и 1945—1946 годах.
- Кальницкая, Елена Яковлевна(род. 1952)— искусствовед, доктор культурологии, генеральный директор Государственного музея-заповедника «Петергоф»[30].
- Корчной, Виктор Львович (1931—2016) — советский и швейцарский шахматист, гроссмейстер, претендент на звание чемпиона мира по шахматам, многократный победитель и призёр чемпионатов СССР.
- Курманов, Зайнидин Карпекович (род. 1955) — учёный и политический деятель, публицист, мыслитель, автор философских афоризмов, депутат Жогорку Кенеша (парламента) Кыргызской Республики 2-го и 4-го созывов, спикер Жогорку Кенеша 4-го созыва, доктор исторических наук, профессор, Заслуженный работник образования Кыргызской Республики.
- Лебедева, Ирина Владимировна (род. 1956) — выпускница кафедры истории искусства, в 2009—2015 годах — директор Третьяковской галереи.
- Мальский, Игорь Степанович (1957—2004) — журналист, переводчик, поэт, студент кафедры археологии в 1974—1978 годах. Отчислен с 4 курса за участие в «Коммуне имени Жёлтой Подводной Лодки».
- Нарусова, Людмила Борисовна (род. 1951) — политический деятель, член Совета Федерации РФ в 2002—2012 годах, ранее — депутат Государственной думы РФ.
- Панеях, Виктор Моисеевич (1930—2017) — историк и археограф, выпускник факультета (1953), доктор исторических наук, сотрудник Санкт-Петербургского института истории.
- Резник, Максим Львович (род. 1974) — российский политический деятель, бывший глава санкт-петербургского регионального отделения партии «Яблоко», депутат Законодательного собрания Санкт-Петербурга.
- Рекшан, Владимир Ольгердович (род. 1950) — советский и российский музыкант, основатель рок-группы «Санкт-Петербург».
- Рогожкин, Александр Владимирович (1949—2021) — российский режиссёр, окончил факультет с дипломом историка-искусствоведа.
- Айн Рэнд (она же Алиса Зиновьевна Розенбаум, 1905—1982) — американская писательница, философ, политический мыслитель, основатель объективизма, выпускница Факультета общественных наук, где слушала курс истории (1921—1925).
- Рывкин, Андрей Михайлович (род. 1983) - американский и российский колумнист, политический обозреватель, окончил кафедру истории нового времени.
- Седова, Галина Михайловна (род. 1957) — выпускница кафедры истории России с древнейших времен до начала XX в., кандидат исторических наук, доктор филологических наук, известный пушкинист, с 1989 года — заведующая Мемориальным музеем-квартирой А. С. Пушкина (Санкт-Петербург, набережная Мойки, 12)
- Фёдорова, Ксения Леонидовна (род. 1983) — российский музыкант, основатель группы «КУБИКМАГГИ», дочь известного рок-музыканта и шоумена Леонида Фёдорова.

## Галерея

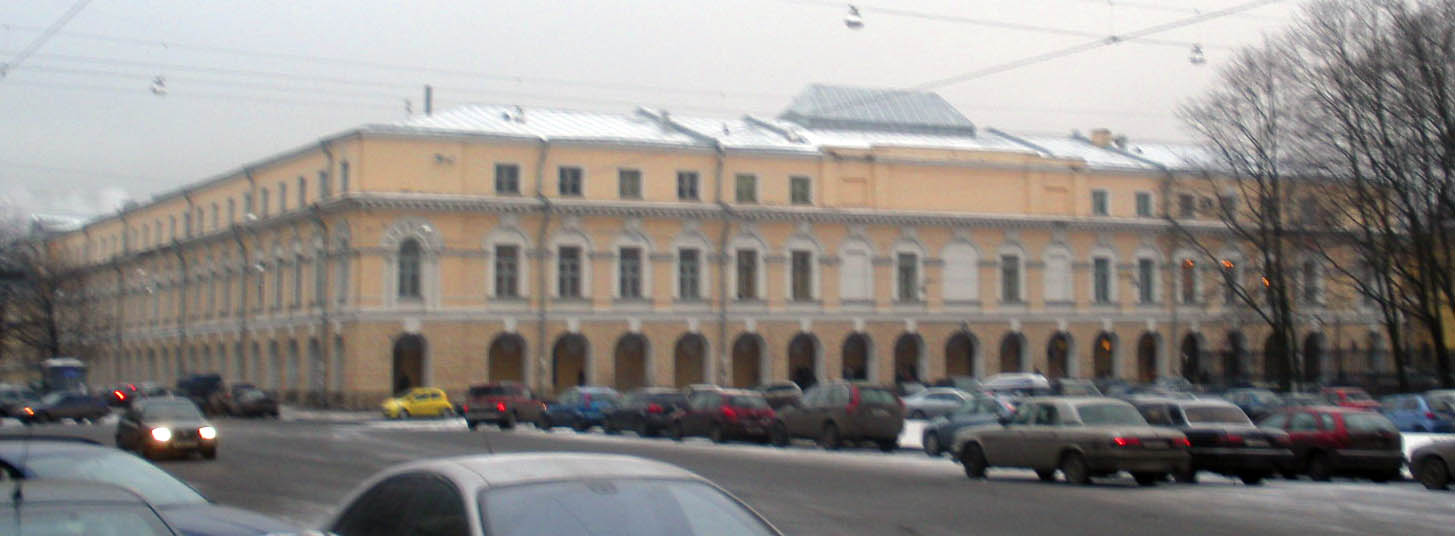
Здание СПбГУ, где располагаются Институт истории и Институт философии
Институт истории, разделительная полоса с Институтом философии
Центральный коридор — первая дверь слева — кафедра антропологии и этнографии
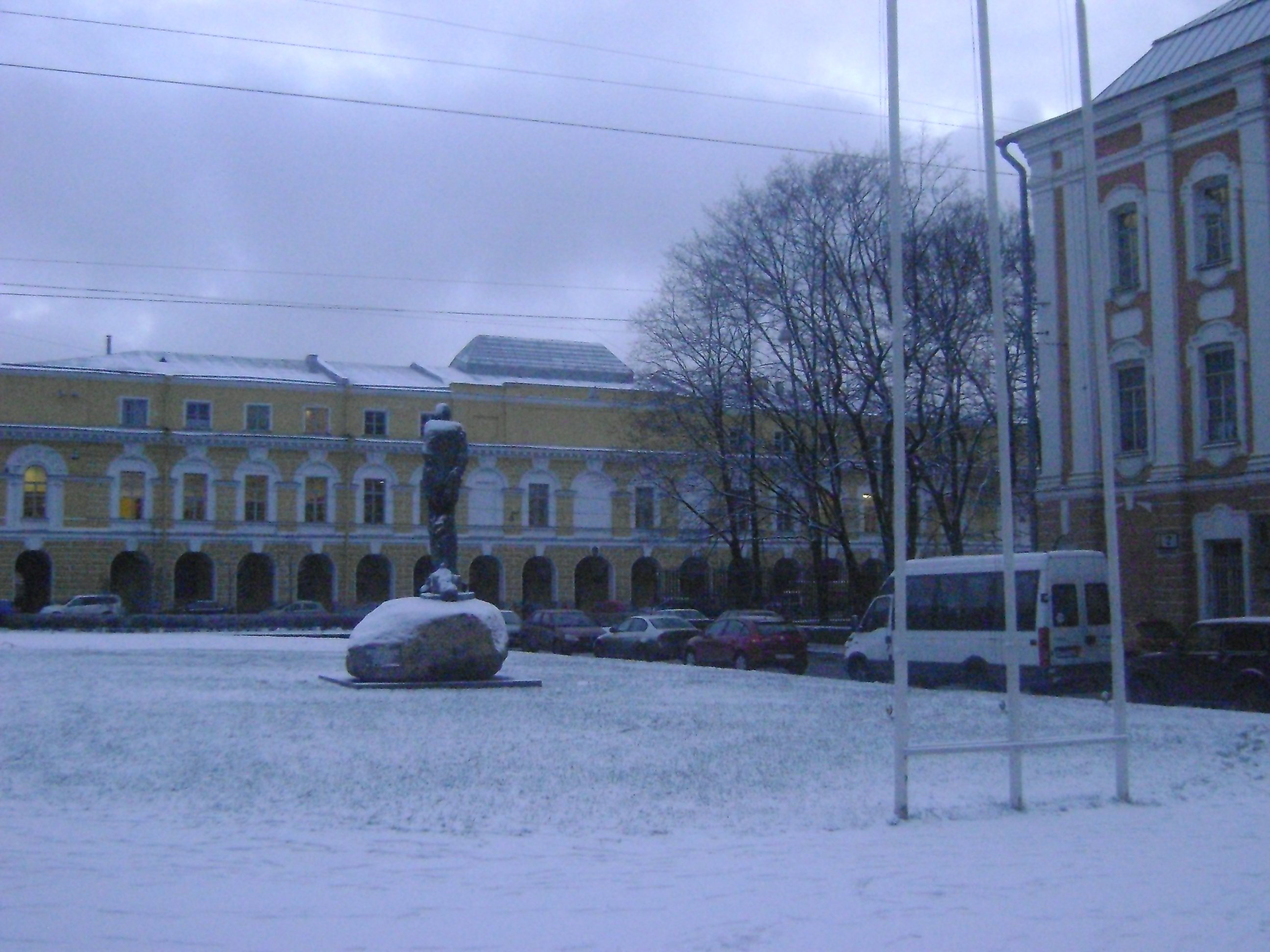
Вид с площади Академика Сахарова